# Lamsabih
Lamsabih  (in arabo لمصابح‎?) è un centro abitato e comune rurale del Marocco situato nella provincia di Safi, regione di Marrakech-Safi. Conta una popolazione di 11 339 abitanti (censimento 2014).